# Amma Darko
Amma Darko (Koforidua, 1956) è una scrittrice ghanese.

## Biografia
Ha studiato all'università di Kumasi ( Ghana), diplomandosi nel 1980. Durante gli anni ottanta ha vissuto in Germania ed ora vive e lavora ad Accra.
I suoi romanzi forniscono un ritratto della vita quotidiana in Ghana. Il primo romanzo, "Der verkaufte Traum"  venne pubblicato in Germania. Il libro "Faceless" (2003) fu il suo primo pubblicato in Ghana. L'ultimo romanzo, "Not without Flowers" (2006/7) descrive la situazione delle donne in un matrimonio poligamico.

## Opere
- Das Hausmädchen. ISBN 3-89657-121-4 / The Housemaid, ISBN H-10-000014-7
- Der verkaufte Traum. Roman, ISBN 3-89657-140-0
- Spinnweben. Roman, ISBN 3-926369-17-5
- Verirrtes Herz. Roman, ISBN 3-89657-119-2
- Die Gesichtslosen(Faceless). Roman, ISBN 3-89657-126-5
- Das Lächeln der Nemesis (Not without Flowers),Roman, ISBN 3-89657-130-3
- Between Two Worlds, 2015, romanzo, ISBN 978-9988647933.
- Das Halsband der Geschichten. romanzo per i giovani, elbaol verlag hamburg, Meldorf 2019 ISBN 9783939771746